# Lucy Hayes Herron
Lucy Hayes Herron Laughlin Lippitt, née le 8 novembre 1877 à Cincinnati et morte le 27 juillet 1961 à Providence, est une socialite américaine et une golfeuse amatrice.

## Jeunesse
Lucy Hayes Herron nait le 8 novembre 1877 à Cincinnati dans l'Ohio et est la fille de John Williamson Herron, avocat, et de Harriet Anne Collins Herron,. Sa sœur aînée, Helen Herron Taft, épouse du président William Howard Taft, est la première dame des États-Unis. Lucy est baptisée à la Maison-Blanche et nommée en l'honneur de Lucy Webb Hayes, l'épouse du président Rutherford B. Hayes, un ami proche de son père,,. Certaines sources indiquent qu'elle est née en 1878 ou en 1879 (y compris sa pierre tombale), mais elle est « née peu après l'élection de M. Hayes » et est nommée en l'honneur de la nouvelle première dame, ce qui situe sa naissance et son baptême en 1877.
Son grand-père maternel, Ela Collins (en), était membre du Congrès dans les années 1820, tout comme un oncle, William Collins (en). Un autre oncle, William Collins (en), était un législateur de l'État de l'Ohio et juge,.

## Le golf
Lucy Herron est une golfeuse amatrice sérieuse et est membre du Cincinnati Golf Club. Parce qu'elle est originaire de l'Ohio et non de la côte est des États-Unis, elle n'est pas considérée comme une golfeuse « occidentale » : « Miss Herron, qui est forte sur le putting-green, est une autre des formidables golfeuses, des deux sexes, que l'ouest envoie pour tester au maximum les compétences de l'est », commente une publication de l'époque. Son swing est décrit comme « magnifique », « rapide et mécanique » par ses collègues. En 1897, elle termine à la troisième place du championnat de golf amateur des États-Unis femmes, et y retourne en 1898. En 1899, elle remporte le trophée de la Women's Golf Association à Philadelphie. Elle atteint la finale du championnat de golf amateur des États-Unis femmes de 1901, qui se déroule au Baltusrol Golf Club, où elle est battue par Genevieve Hecker (en),,. Frances C. Griscom (en) la classe parmi les meilleures golfeuses des États-Unis.

## Vie privée
Le premier mari de Lucy Herron est le dirigeant d'une entreprise sidérurgique, Thomas McKennan Laughlin, le frère de l'ambassadeur Irwin B. Laughlin (en). Ils se marient en 1903,, et elle devient veuve lorsqu'il se suicide en 1910. Ils ont eu deux fils, William K. Laughlin et Thomas Irwin Laughlin. En 1911, la rumeur veut qu'elle soit fiancée à Archibald Butt, conseiller du président Taft. Elle dément les rumeurs, et ils ne se sont pas mariés ; en 1912, il meurt sur le Titanic,.
Son second mari est le sénateur Henry Frederick Lippitt (en); ils se marient, tous deux pour la deuxième fois, en 1915. Elle a avec lui un autre fils, Frederick Lippitt (en), qui deviendra membre du Congrès, et une fille, Mary Ann Lippitt, qui deviendra pilote pendant la Seconde Guerre mondiale et possédera une compagnie d'aviation à Rhode Island. Elle devient veuve lorsque son mari meurt en 1933. 
Parmi ses neveux et nièces notables figurent Robert A. Taft, Helen Taft Manning (en) et Charles Phelps Taft II (en).
Elle décède le 27 juillet 1961 à Providence dans le Rhode Island. 
Elle laisse un patrimoine estimé à huit millions de dollars, avec des dons importants à des associations caritatives pour les enfants, la médecine et la culture dans le Rhode Island. Aucun des enfants Lippitt ne se sont marié ; ils étaient tous deux d'importants bienfaiteurs de l'université Brown et, en 2004, ils ont reçu conjointement la médaille du président pour leurs contributions à l'école. Sa tombe se trouve avec celles de son second mari et de ses jeunes enfants, au cimetière de Swan Point de Providence.